# Caccothryptus laosensis
Caccothryptus laosensis är en skalbaggsart som beskrevs av Maurice Pic 1922. Caccothryptus laosensis ingår i släktet Caccothryptus och familjen lerstrandbaggar. Inga underarter finns listade i Catalogue of Life.